# Xã Juniata, Quận Blair, Pennsylvania
Xã Juniata (tiếng Anh: Juniata Township) là một xã thuộc quận Blair, tiểu bang Pennsylvania, Hoa Kỳ. Năm 2010, dân số của xã này là 1.112 người.